# Baltimore
För andra betydelser, se Baltimore (olika betydelser).
Baltimore är den största staden i delstaten Maryland i USA. Den upptar en yta av 238,5 km² och har 620 961 invånare (2010). Baltimore är fristående från countyt Baltimore County som helt omger staden. För att skilja staden Baltimore från countyt kallas den ibland Baltimore City. Baltimore ingår i Baltimore-Towson Metropolitan Area med 2 668 056 invånare (2007). På kort avstånd åt sydväst ligger även Washington-Arlington-Alexandria Metropolitan Area med 5 290 400 invånare (2006). Tillsammans bildar dessa storstadsområden Washington-Baltimore-Northern Virginia med 8 211 823 invånare.
Staden ligger på norra stranden av floden Patapsco, som där vidgar sig till en bred mynningsvik och 22 kilometer längre ned rinner ut i Chesapeake Bay. Staden är uppkallad efter den gamla kolonin Marylands grundläggare, Cæcilius Calvert, 2:e baron Baltimore, även kallad Lord Baltimore (född 1605, död 1675). Den anlades 1729 och hade 1809 ungefär 26 000 invånare. Baltimore har 20 till 40 meter breda och regelbundna gator. Det finns en mängd praktbyggnader och monument (däribland Washington-monumentet), varför staden kallas Monumental city, flera offentliga parker, bland annat Clifton Park och Druid Hill Park, samt en stor hamn, som numera skyddas av flera kustbatterier. Av de många kyrkorna utmärker sig den katolska katedralen genom sin storlek och First Presbyterian Church med sitt 82 meter höga gotiska torn. Stadshuset (City Hall) är byggd av vit marmor med en 68 meter hög kupol.

## Historia
Staden Baltimore grundades den 30 juli 1729. Den fick sitt namn av engelsmannen Lord Baltimore (Cecilius Calvert), som var den förste guvernören för Provinsen Maryland. USA:s första järnvägsbolag, Baltimore and Ohio Railroad bildades 1827 i Baltimore och öppnade sin första sträcka i staden 1830. B&O:s järnvägshistoria finns utställd i B&O Railroad Museum.
Företaget Black & Decker grundades i Baltimore 1910, men har nu huvudkontor i grannstaden Towson.

## Utbildning
I Baltimore finns sex privata och sex offentligt ägda universitet och högskolor. Den mest kända är Johns Hopkins University grundad 1867.

## Kultur
TV-serien The Wire spelas in och utspelar sig i Baltimore. Den fokuserar mycket på stadens stora problem med våld och droger, vilket skildras ur både brottslingarnas, polisens och politikernas perspektiv. Före The Wire spelades serien Uppdrag: mord in på 1990-talet, som anses vara en föregångare till The Wire (författaren och upphovsmannen David Simon skrev böckerna Homicide: A Year on the Killing Streets och The Corner: A Year in the Life of an Inner-City Neighborhood som båda serierna delvis baseras på). The Corner blev dessutom en miniserie för TV.
Kultfilmaren John Waters, som är från Baltimore, låter ofta sina filmer utspelas i staden.

## Sport
Viktigare sportklubbar är:
- Baltimore Orioles (MLB – baseboll)
- Baltimore Ravens (NFL – amerikansk fotboll)

## Transport

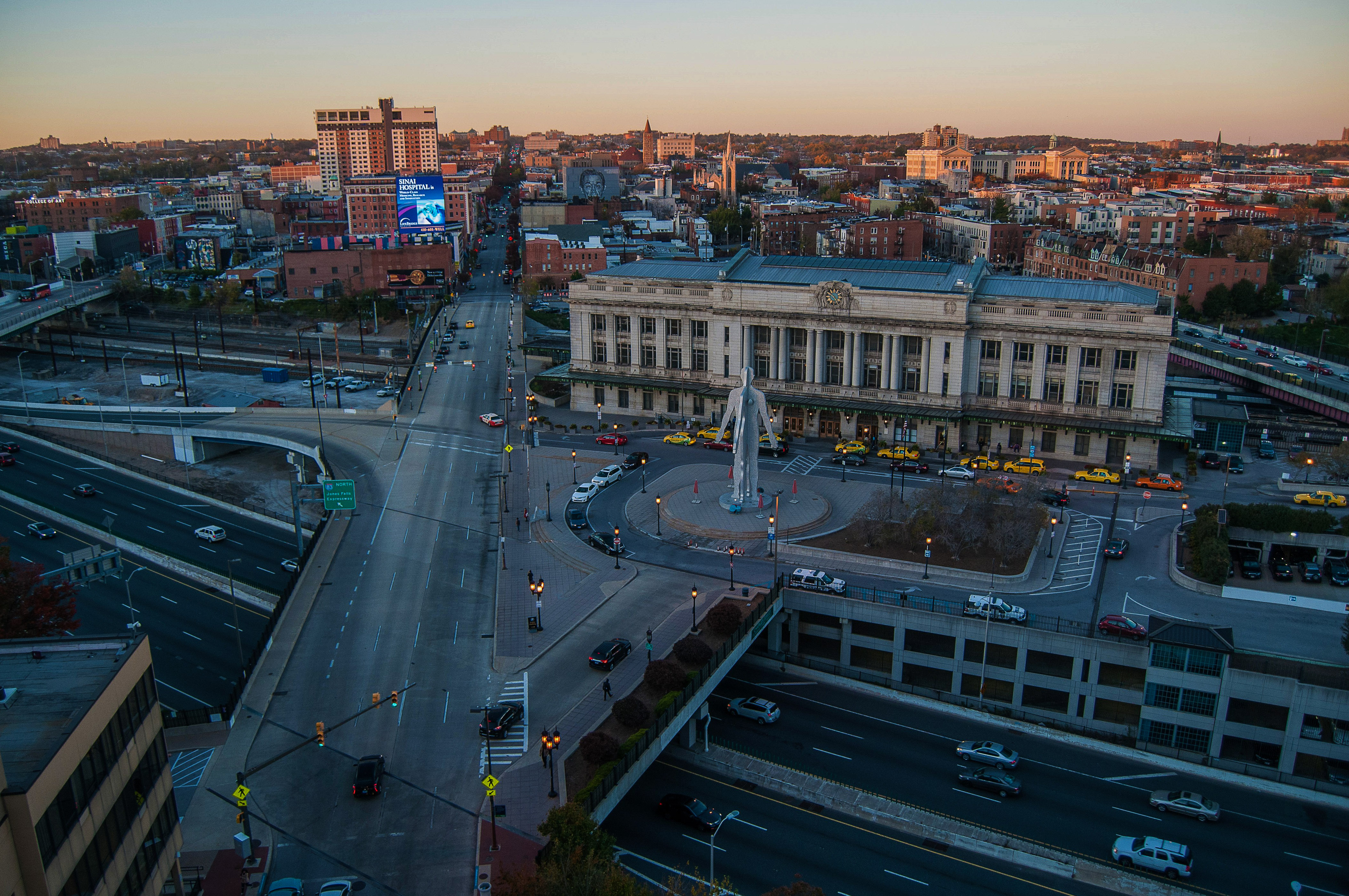
Pennsylvania Station i Baltimore.

Söder om staden ligger Baltimore/Washington International Airport. Baltimore är belägen längs nordöstkorridoren som trafikeras med Amtraks snabbtåg Acela Express, med vilket det går att når Washington, D.C. i söder samt Wilmington, Philadelphia, New York och Boston i nordlig riktning. Dessutom finns pendeltågssystemet MARC Train.
En viktig del av Baltimores trafikstruktur utgjordes av den stora bron Francis Scott Key Bridge som gick över Patapscofloden och de yttre delarna av Baltimores hamn. Den 26 mars 2024 kollapsade bron då den blev påkörd av ett större lastfartyg.

## Ekonomi
En gång i tiden var Baltimore en övervägande industristad, med en ekonomisk bas fokuserad kring stålindustrin, sjöfart, biltillverkning (General Motors) och transporter. Sedan 1970-talet har staden upplevt en avindustrialisering som kostat invånarna tiotusentals lågkvalificerade jobb. Staden förlitar sig nu på en låglöneekonomi, som står för 31% av jobben i staden. 
I mars 2018 beräknades arbetslösheten till ca 6% medan en fjärdedel av Baltimores invånare (och 37 % av Baltimores barn) lever i fattigdom. Stängningen 2012 av ett stort stålverk vid förväntas ha ytterligare effekter på sysselsättningen och den lokala ekonomin.

## Befolkning
Invånarantalet toppade efter andra världskriget på 950.000 (1950) men efter de ekonomiska nedgångarna låg invånarantalet 2021 på bara ca 575.000.

## Heroinstaden nr 1
Som en följd av företagsnedläggningar och arbetslöshet har de sociala problemen ökat enormt. Värst har drogmissbruken kommit att prägla Baltimore som har fått den mindre önskvärda benämningen som "USA:s drogstad nr 1" och då är det heroinet i första hand man avser. Baltimores hälsodepartement beräknar att det finns 60.000 drogberoende invånare, däribland 48.000 heroinmissbrukare. Vissa rapporter pekar på uppemot 60.000 heroinister, 10% av Baltimores befolkning.

## Personligheter
- Michael Phelps, simmare
- Cab Calloway, jazzsångare och orkesterledare
- Billie Holiday, jazzsångerska
- Edgar Allan Poe, författare
- Babe Ruth, professionell basebollspelare
- Evan Taubenfeld, sångare och gitarrist
- John Waters, regissör
- Frank Zappa, musiker, kompositör och gitarrist
- David Hasselhoff, skådespelare, sångare
- Brandon Novak, skådespelare, skateproffs
- Thomas Jane, Skådespelare
- David Byrne, musiker och konstnär
- Philip Glass, kompositör
- Tom Clancy, författare
- Wallis, Hertiginnan av Windsor
- Nancy Pelosi, amerikansk politiker (demokrat), ledamot av USA:s representanthus sedan 1987.